# 雨宮竹輔
雨宮 竹輔（あめみや たけすけ、1860年5月28日（万延元年4月8日）- 1942年（昭和17年）6月18日）は、日本の園芸家である。

## 経歴・人物
甲斐の生まれ。明治維新後の1884年（明治17年）に上京し、アメリカ合衆国から妻子と共に帰国したばかりの小沢善平が開いた谷中の撰種園で、小沢からアメリカで取得した主にデラウェア等のブドウ栽培やワインの醸造法を学ぶ。
1886年（明治19年）には故郷である山梨県に戻り、同産のデラウェアの栽培や消費の普及に携わり小沢と共に山梨県におけるブドウ栽培の基礎を作った。